# Публий Антей Руф
Публий Антей Руф (на латински: Publius Anteius Rufus; † 66) е римски политик по времето на Нерон.
Антей е през 51 г. консулски управител в провинцията Далмация. След четири години, през 55 г., той трябва да получи Сирия като провинция, но е задържан преди да напусне Рим. Нерон го мразел и затова наредил през 66 г. процес чрез Антисций Сосиан. Той е обвинен, че бил при гледача Памен, за да пита за бъдещето на Нерон. За да избегне присъдата той се самоубива.